# もぎたて関ジュース
『もぎたて関ジュース』（もぎたてかんジュース）は、2007年4月から2024年3月31日までラジオ関西で放送されていたWEST.のメンバー7人が2週交代で1人ずつパーソナリティを務めるレギュラーラジオ番組。ラジオ番組『JAM×JAM』内で放送されていた。また、本項目では同じ『JAM×JAM』内で放送されている『関西ジュニア とれたて関ジュース』についても扱う。

## 概要
ラジオ関西で2007年4月から『関西ジャニーズJr.もぎたて関ジュース』のタイトルで、関西ジャニーズJr.が月替わりでパーソナリティーを務める初のレギュラーラジオ番組として放送開始。当初は神戸新聞社が発行するスポーツ紙『デイリースポーツ』のコラムと連動した番組として開始された。なおラジオ関西は、神戸新聞社の連結子会社である。
「もぎたて」・「とれたて」、共に、Myojoが発売と共に、Myojo最新号を見ながら、雑談するのが定番である。
番組放送当初から出演していた桐山照史、中間淳太が2014年にジャニーズWESTのメンバーに選ばれ、番組名も『ジャニーズWEST もぎたて関ジュース』に変更された。
2016年7月からは同じ『JAM×JAM』内で関西ジャニーズJr.のメンバーがパーソナリティを務める『関西ジャニーズJr. とれたて関ジュース』のレギュラー放送も開始。
2023年10月18日にジャニーズWESTがグループ名をWEST.に改名したことを受け、『ジャニーズWEST もぎたて関ジュース』も『もぎたて関ジュース』にタイトルが変更された。『関西ジャニーズJr. とれたて関ジュース』も、同年11月には『関西ジュニア とれたて関ジュース』にタイトルが変更された。
『もぎたて関ジュース』については2024年3月31日生放送分をもって終了。『とれたて関ジュース』は『JAM×JAM』枠から独立し、放送時間を変更したうえで継続。

## 内容・放送時間
関西ジャニーズJr.もぎたて関ジュース
関西ジャニーズJr.のメンバーが月替りでパーソナリティを務める。放送を開始した2007年4月のみ、“番組スタートスペシャル”として、関西ジャニーズJr.内ユニットが週替わりで放送を担当した。
- 2007年4月7日開始。毎週土曜日の19時20分 - 19時35分の15分間放送。
- 2010年4月4日放送分より、毎週日曜日の22時30分 - 22時45分の15分間放送。

ジャニーズWEST もぎたて関ジュース→もぎたて関ジュース
ジャニーズWESTのメンバーが毎月交代でパーソナリティを務める。
- 毎週日曜日、22:30 - 22:50の20分放送 → 22:30 - 23:00の30分放送。
- 山口放送（(日)23:00 - 23:30）、高知放送（(月)23:00 - 23:30）、熊本放送（(日)22:30 - 23:00）でもネットされた。過去には北陸放送でも(土)20:30-21:00に放送されていた。
- 2022年10月からはぎふチャンラジオで土曜日 23:30 - 24:00に、2023年4月からはラジオNIKKEI第1放送でも火曜日18:30 - 19:00に放送していた。
- 2024年3月をもって放送終了した。山口放送、高知放送、ぎふチャンラジオ、ラジオNIKKEIはラスト2回の前に終了し、熊本放送とキー局のラジオ関西のみ、最終回まで放送された。

関西ジャニーズJr. とれたて関ジュース→関西ジュニア とれたて関ジュース
2016年7月にレギュラー化され、関西ジャニーズJr.のメンバーが毎月交代でパーソナリティを務める。
- 毎週日曜日、23:45 - 24:00の15分放送。

2019年1月にリニューアルし、レギュラーはなにわ男子の西畑大吾が務め、毎週ゲストに関西ジャニーズJr.のメンバー1人を迎えての対談形式に変更。
- 毎週日曜日、23:30 - 24:00の30分放送。2024年4月からは『JAM×JAM』放送終了後の23:00 - 23:30へ枠移動して放送中。
- 2020年4月1日より日本国全域が放送対象エリアである、ラジオNIKKEI第1放送でも放送されるようになる。（毎週水曜日、18:30 - 19:00より遅れネット放送）。
- 2020年12月27日の放送回をもって西畑が番組を卒業、2021年1月3日放送回からLil かんさいがMCを務める。
- 2021年3月29日より中国放送でネット開始（(月)23:30-24:00）されたが、途中でネット打ち切りとなり、2024年3月まではラジオNIKKEIのみネットされた。
- 2024年4月からは引き続きラジオNIKKEIへのネットに加え、前月まで『もぎたて関ジュース』を放送していた山口放送（(月)20:30-21:00）、高知放送（(月)23:00-23:30）でネット開始。
- 2024年9月をもって高知放送でのネットが打ち切りとなった。

## 出演
関西ジャニーズJr.もぎたて関ジュース
- 関西ジャニーズJr.
  - B.A.D.
    - 桐山照史、中間淳太

  - BOYS
    - 濵田崇裕、中田大智、室龍太、山崎薫太

  - OSSaN
    - 大田裕明、千崎涼太、佐竹滉輝、長尾宥希

  - チームべてらん
    - 伊藤政氏、浜中文一、室龍規、菊岡正展

ジャニーズWEST もぎたて関ジュース→もぎたて関ジュース
- ジャニーズWEST
  - 重岡大毅、桐山照史、中間淳太、神山智洋、藤井流星、濵田崇裕、小瀧望

関西ジャニーズJr. とれたて関ジュース→関西ジュニア とれたて関ジュース
- 2016年7月 - 2018年12月
  - 関西ジャニーズJr.（西畑大吾、向井康二、大西流星、室龍太など）から3人が毎月交代で出演

- 2019年1月 - 2020年12月27日
  - 西畑大吾（なにわ男子）

- 2021年1月3日 -
  - Lil かんさい